# 帕查庫特克山 (帕拉蒂亞區)
15°24′32″S 70°41′46″W / 15.40889°S 70.69611°W
帕查庫特克山（Pachakutiq），是秘魯的山峰，位於該國東南部普諾大區，由蘭帕省的帕拉蒂亞區負責管轄，屬於安地斯山脈的一部分，海拔高度5,000米。